# Léonard-Alexis Autié

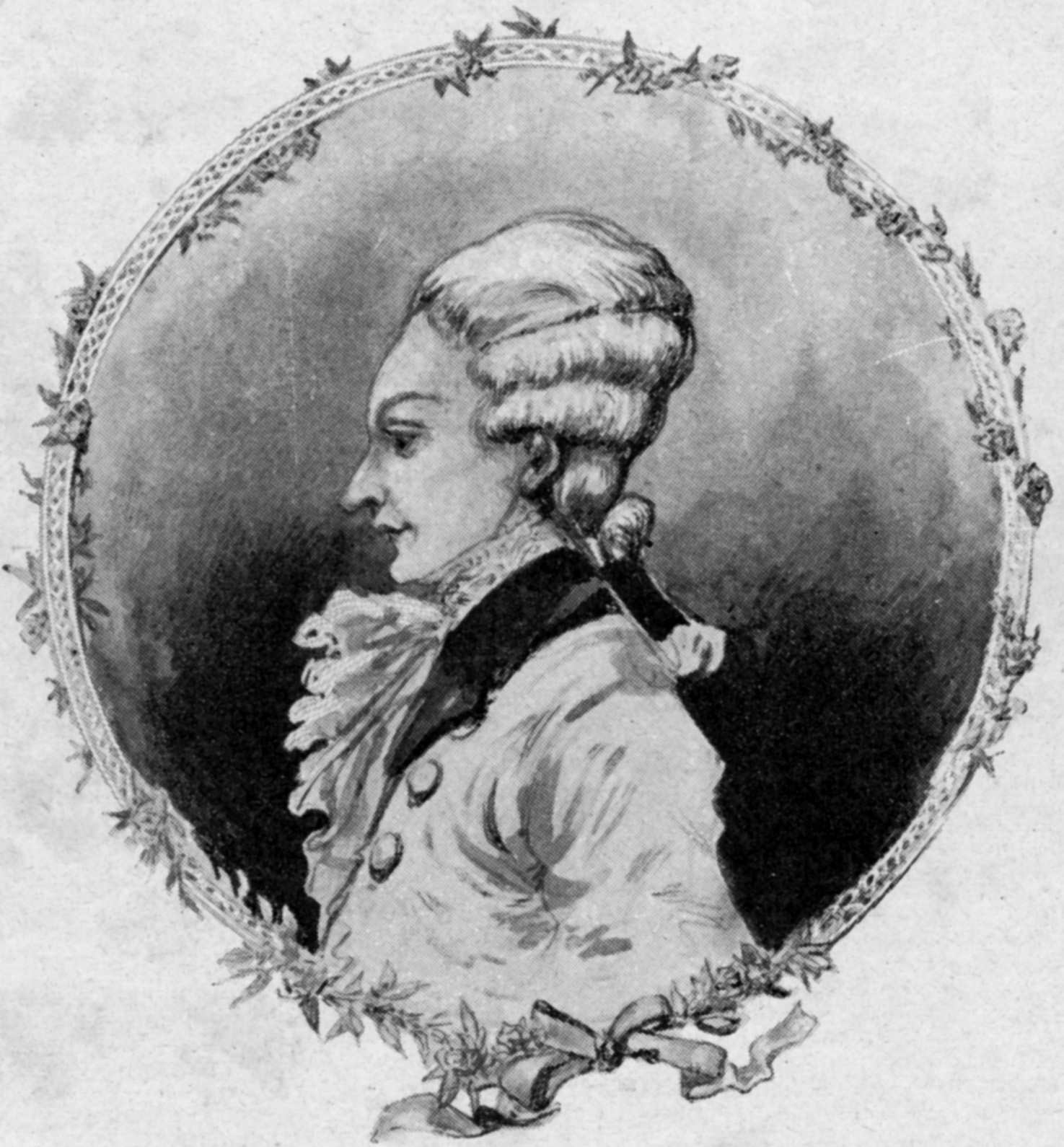
Porträt von Léonard

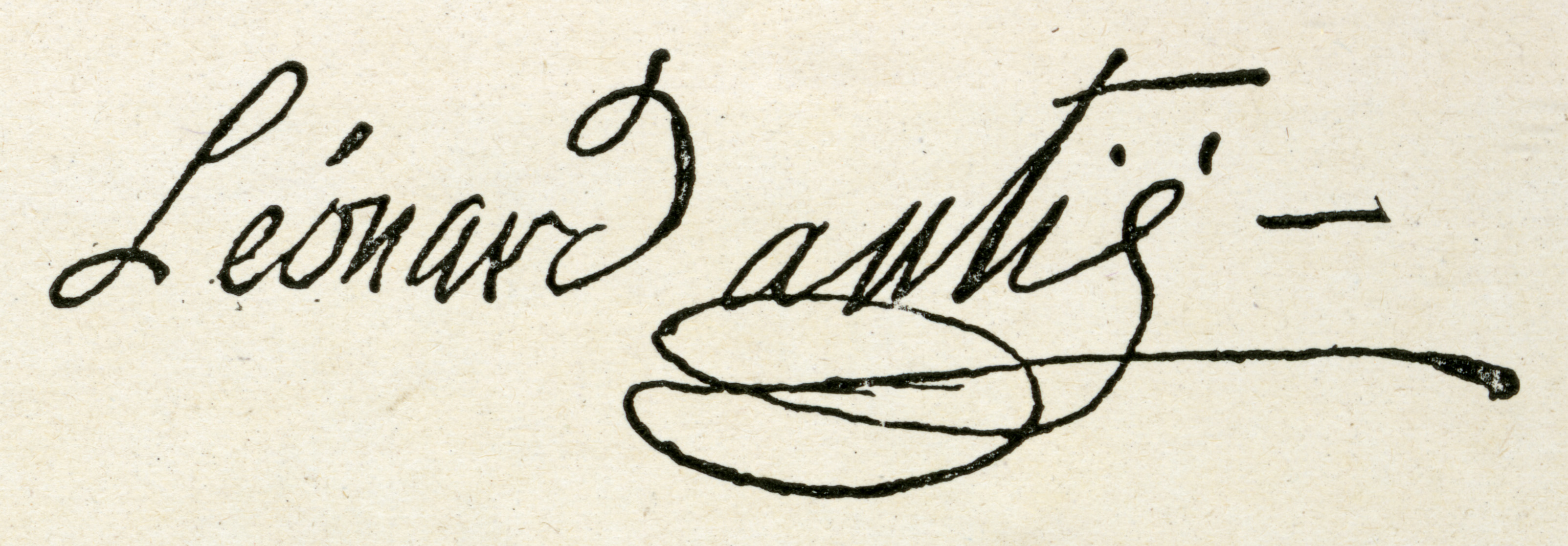
Unterschrift

Léonard-Alexis Autié (* um 1751 in Pamiers, Frankreich; † 20. März 1820 in Paris), auch Léonard-Alexis Autier, bekannt unter dem Namen Léonard, war ein französischer Friseur und Theaterunternehmer. Er war Hoffriseur der Königin Marie-Antoinette und begründete 1791 das Théâtre Feydeau in Paris.

## Biographie
Léonard-Alexis Autié wurde in der Kleinstadt Pamiers in der Gascogne geboren. Seine beiden Eltern arbeiteten als Hausangestellte. Er hatte zwei jüngere Brüder, Pierre und Jean-François Autié bzw. Autier, die ebenfalls Friseure wurden. Alle drei nannten sich Léonard, was bei Historikern zu einer gewissen Verwirrung führte.

### Karriere als Friseur
Der ehrgeizige, aber zu Beginn völlig unbekannte und mittellose Léonard-Alexis begann seine Karriere in Bordeaux und gelangte 1769 nach Paris, wo er zunächst für eine Schauspielerin am Théâtre de Nicolet, benannt nach Jean-Baptiste Nicolet (1728–1796), arbeitete. Sein ungewohnter, innovativer Frisierstil erregte Aufmerksamkeit bei Hofe, und schnell erhielt er Aufträge von Madame Dubarry, Mätresse des Königs Ludwig XV., sowie von einer Hofdame von Marie-Antoinette. 1772 durfte er die Dauphine erstmals persönlich frisieren. Marie-Antoinette hatte zwar schon einen offiziellen Friseur namens Larseneur, bevorzugte jedoch Léonard, der die Bemühungen seines Vorgängers wortlos ignorierte und seinem Geschmack anpasste.
Auf Anfrage von Marie-Antoinette lancierte er im Januar 1774 zusammen mit der Modistin Rose Bertin ein Modemagazin namens Journal des Dames. Unter dem Namen Académie de coiffure eröffnete er eine Frisierschule und holte seine zwei Brüder als Geschäftspartner nach Paris. Jean-François und ein Cousin wurden in der Hofhaltung der Königin angestellt, während Pierre für Madame Elisabeth, Schwester des Königs Ludwig XVI., arbeitete. Zu Léonards auffälligen Turmfrisuren zählte der sogenannte Pouf, der zunächst von der Herzogin von Orléans getragen wurde und schnell allgemeine Beliebtheit genoss. Eine weitere Kreation, Belle Poule, trägt den Namen eines französischen Kriegsschiffes, das durch eine Seeschlacht gegen eine britische Fregatte Berühmtheit erlangte.
Zu Beginn der 1780er Jahre berief Marie-Antoinette Léonard als Nachfolger seines pensionierten Vorgängers Larseneur. Sie war sich zwar über Léonards exzentrischen und narzisstischen Charakter im Klaren, doch sein kreatives Talent beseitigte alle Bedenken. Seine ausgefeilten Perücken waren über einen Meter hoch, wogen mehr als fünf Kilogramm und kosteten bis zu 50.000 Livres, dies entspricht 65.000 Euro, wobei sie von der Königin und wohlhabenden Hofdamen sozusagen täglich ausgewechselt wurden.
Ab 1787 verfügte Léonard über genügend finanzielle Mittel, um nicht mehr arbeiten zu müssen. Er blieb zwar noch königlicher Friseur, trat aber nur noch bei festlichen Anlässen in Erscheinung und überließ die Tagesarbeit sowie die Leitung der Frisierakademie seinem Bruder Jean-François.

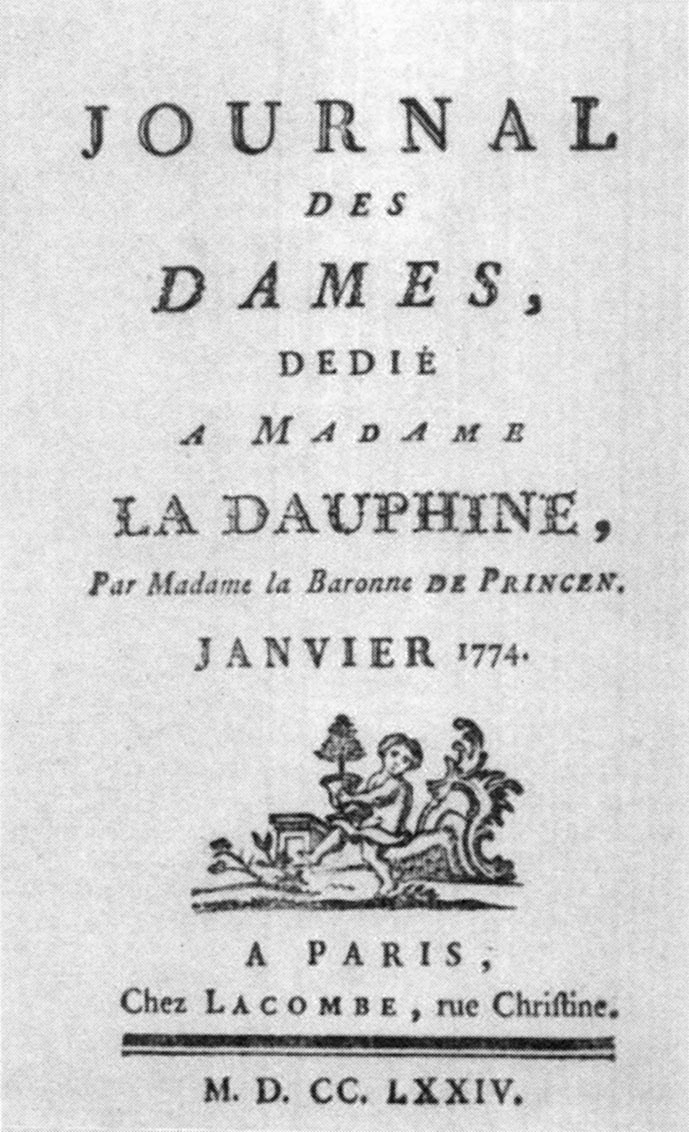
Titelblatt der Zeitschrift Journal des Dames, 1774
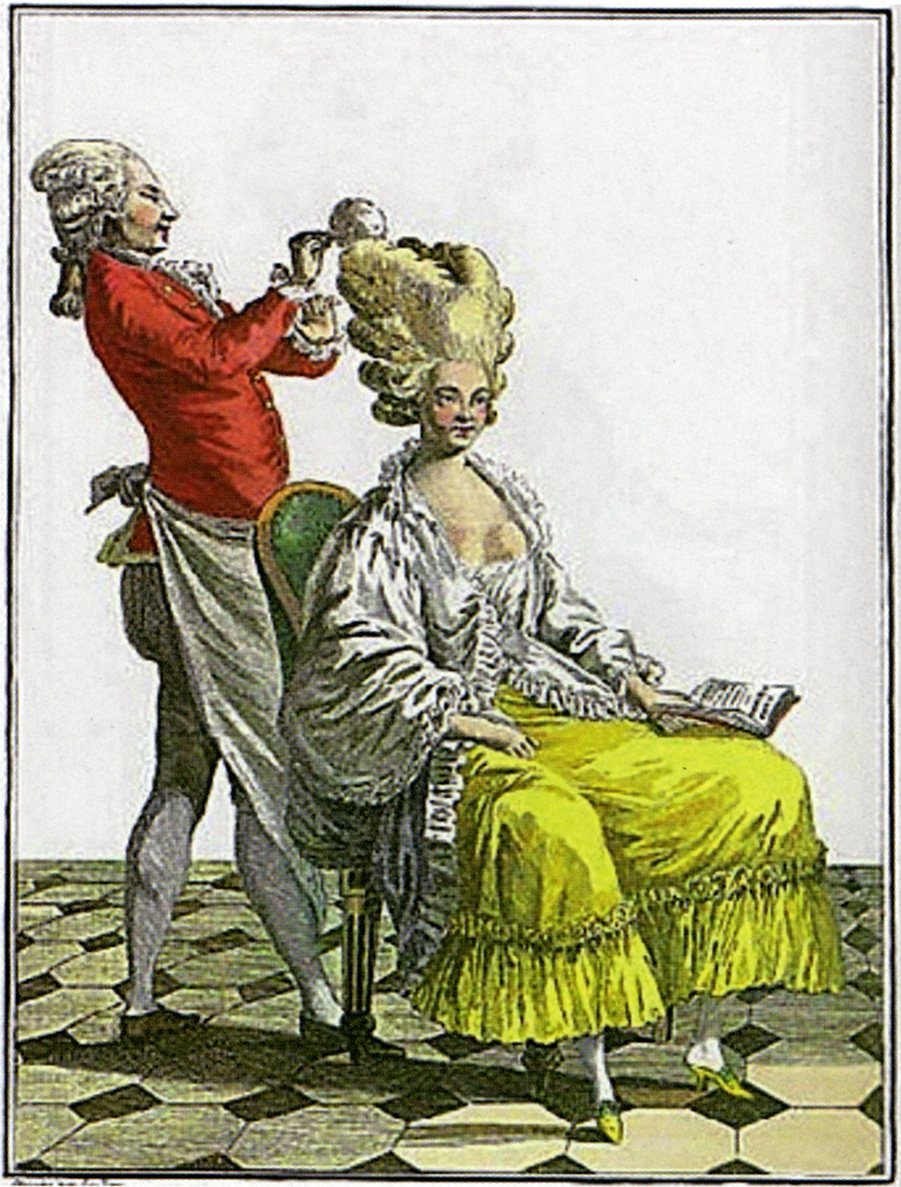
Léonard bei der Arbeit
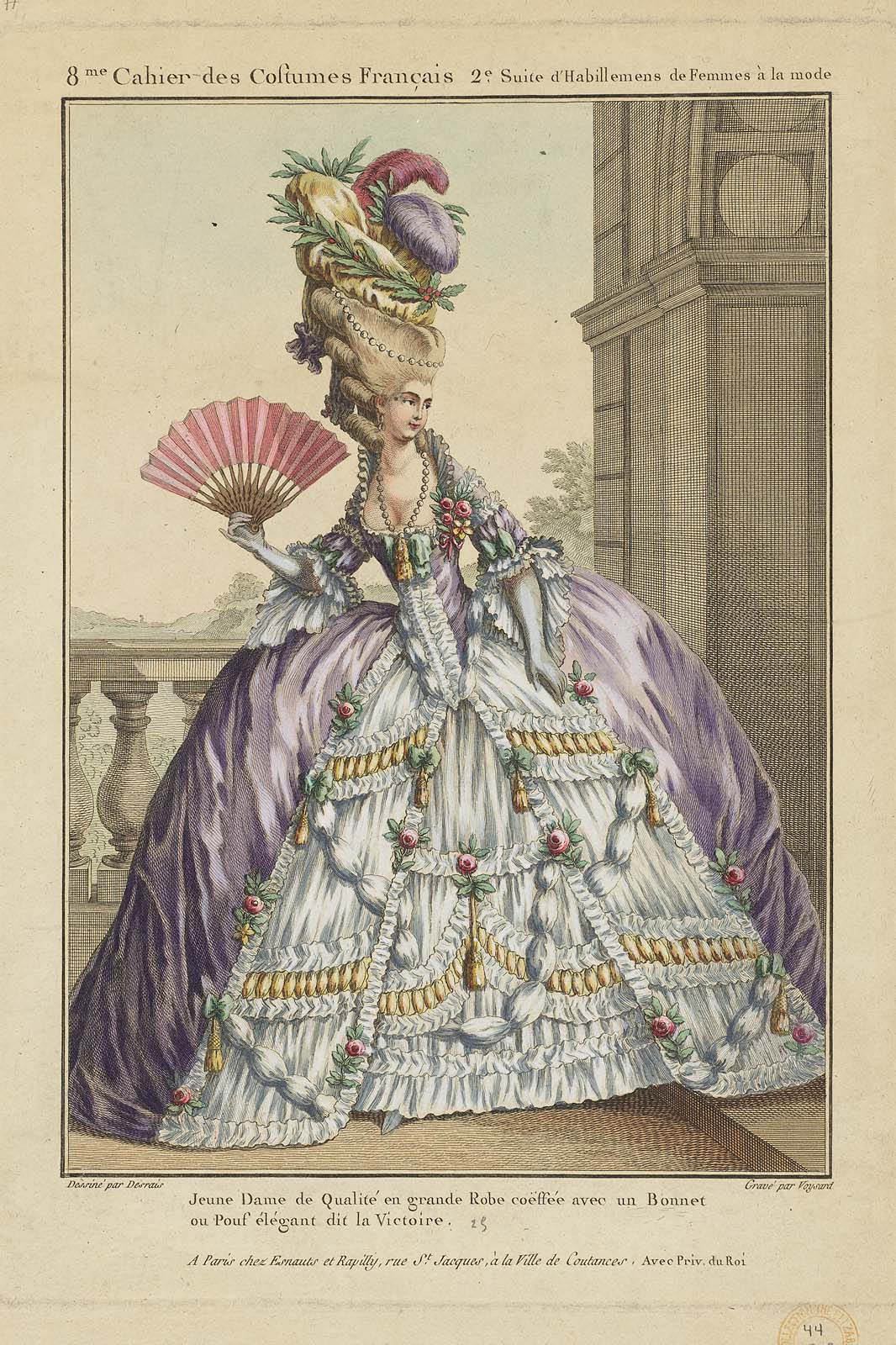
Junge Edeldame mit Pouf, aus dem Cahier des Costumes français, 1778
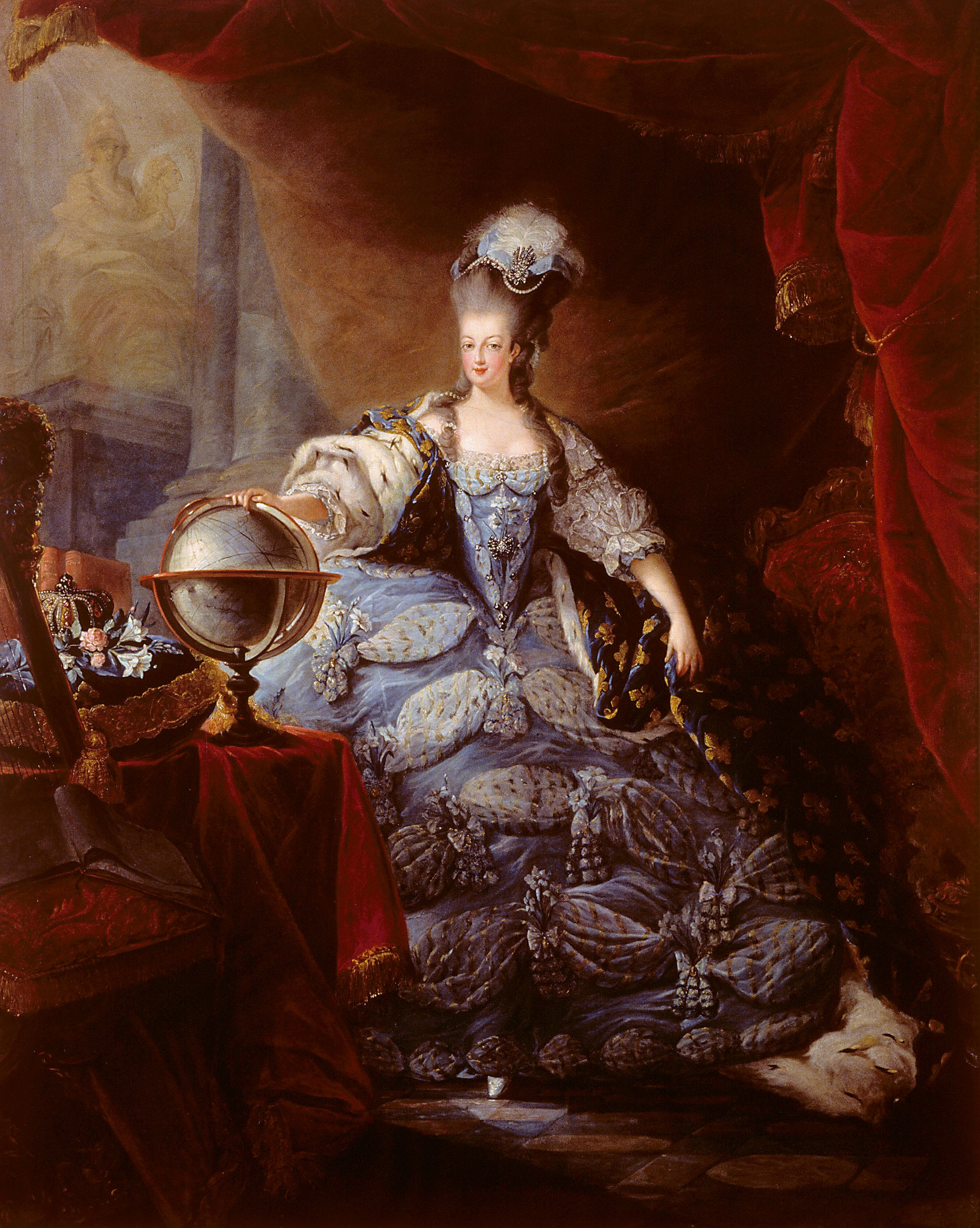
Marie-Antoinette mit einer Frisur von Léonard
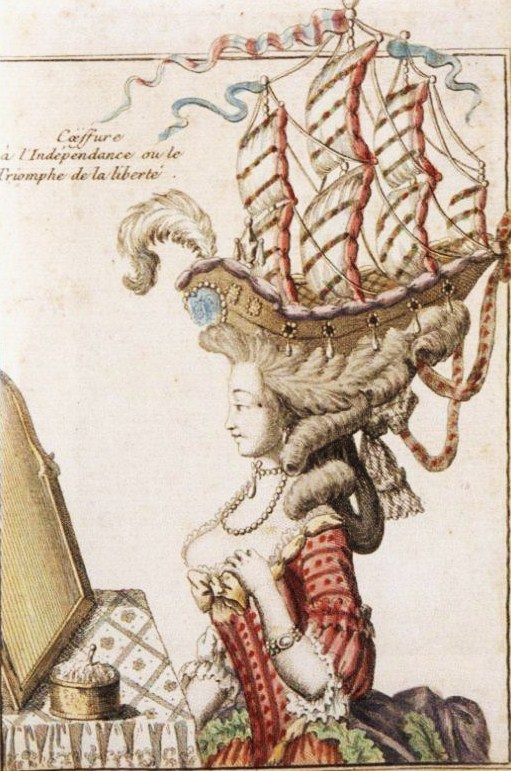
Léonards Kreation Belle Poule, benannt nach der gleichnamigen Fregatte

### Impresario
Marie-Antoinette liebte die italienische Oper. Sie unterstützte die Bemühungen von Mademoiselle Montansier (1730–1820), Direktorin eines nach ihr benannten Theaters in Versailles, die italienische Truppe des King’s Theatre aus London nach Frankreich zu holen. Ermutigt durch die Königin und unter finanzieller Beteiligung von Mademoiselle Montansier wurde Léonard Impresario. Im Ancien Régime versah traditionellerweise der älteste Bruder des Königs, der den Titel Monsieur führte, das Amt des Theaterdirektors. Der amtierende Comte de Provence hatte allerdings kein Interesse am Theater, genehmigte jedoch den Gebrauch seines Namens für das neue Théâtre de Monsieur.
Schnell kam es zu Auseinandersetzungen zwischen Léonard und Mademoiselle Montansier. Léonard wollte gleichzeitig italienische Opern, französische Opern, französisches Theater und Vaudeville-Stücke produzieren, während Montansier sich auf die italienische Oper beschränken und italienische Starsolisten ausbilden lassen wollte. Schließlich erklärte sie sich unter kostspieligen Bedingungen zum Rücktritt bereit, worauf Léonard von Giovanni Battista Viotti finanzielle Unterstützung erhielt und das Theater im Januar 1789 eröffnen konnte. Nach der Verhaftung des Königs erhielt das Theater den Namen Théâtre Feydeau. Zwar erfreute es sich eines regen Publikumszuspruchs, verschuldete sich jedoch immer mehr, musste gegen Ende der Revolution den Betrieb einstellen und wurde 1829 wegen Baufälligkeit abgerissen.

### Flucht in der Revolution und Ende
Nach dem Misserfolg des königlichen Fluchtversuchs nach Varennes im Juni 1791 flüchtete der darin verwickelte Jean-François Autié ins Ausland, wo sich ihm Léonard-Alexis kurzzeitig anschloss und nach drei Monaten nach Paris zurückkehrte. Im Zuge der sich anbahnenden Terrorherrschaft musste jedoch jedermann im Umkreis der Königin um sein Leben fürchten, und so floh Léonard vermutlich gegen Ende 1792 nach Russland, wo er unter anderem russische Adlige sowie auch den Leichnam von Zar Paul I. zurechtmachen durfte. Jean-François war inzwischen zurückgereist, wurde wegen seiner Beteiligung an der Flucht nach Varennes verhaftet und am 25. Juli 1794, neun Monate nach Marie-Antoinette, guillotiniert. Léonard-Alexis kehrte erst 1814 zu Beginn der Restauration nach Frankreich zurück und starb 1820 in Paris.

### Privatleben
Um 1779 heiratete Léonard in Paris Marie-Louise Adélaïde Jacobie Malacrida, Tochter eines Küchenchefs des späteren Königs Karl X. Das Paar hatte drei Töchter und einen Sohn. Während der Revolution weigerte sich Léonards Frau, sich ihrem flüchtenden Mann anzuschließen, und erhielt 1794 die Scheidung. Léonard-Alexis starb, ohne ein Testament zu hinterlassen. Seine zwei überlebenden Töchter teilten sich die verbleibende Summe von 716 Francs und einige Schmuckstücke, darunter eine Brosche mit einem Paradiesvogel, deren Wert auf drei Francs geschätzt wurde und die er sehr wahrscheinlich für seine Dienste bei Marie-Antoinette erhalten hatte.

## Nachleben, Filme
Über die Autorschaft von Léonards Memoiren, die 1838 in Paris von Alphonse Levavasseur unter dem Titel Souvenirs de Léonard, coiffeur de la reine Marie-Antoinette veröffentlicht wurden, herrscht bis heute Unklarheit. Sie könnten von Louis-François L'Héritier stammen, oder von dem als Fälscher bekannten Étienne-Léon de Lamothe-Langon.
Léonard wurde in mehreren Kino- und Fernsehfilmen dargestellt, darunter in Marie Antoinette (durch James Lance), in Versailles – Könige und Frauen und im Historienfilm Ridicule (durch Antonin Lebas-Joly).